# Paul Piccard

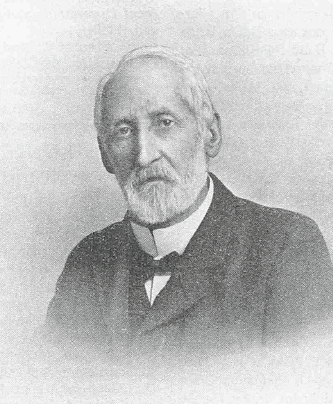
Paul Piccard (ca. 1929)

Paul Piccard (* 9. Mai 1844 in Lutry, Kanton Waadt; † 17. Oktober 1929 in Lausanne) war ein Schweizer Ingenieur und Bruder von Jules Piccard.
Nachdem Paul Piccard 1862 bis 1866 am Polytechnikum in Zürich studiert hatte, arbeitete er in den Jahren 1866 und 1867 bei der Metallbaufirma Ott & Cie. in Bern, welche später unter anderem die Kirchenfeldbrücke baute. 1867 reiste er im Auftrag der Genfer Ofenbauer-Firma Weibel, Briquet & Cie. zur Weltausstellung Paris 1867, wo er Warmluftöfen nach dem System Staib verkaufte.
1869 bis 1881 war Piccard Professor für Mechanik an der École d’ingénieurs de Lausanne. In dieser Zeit erfand er auch den in der Salzgewinnung angewendeten Piccard-Apparat oder Weibel-Piccard-Verdampfungsapparat. Jules Weibel war der Inhaber der Weibel, Briquet & Cie., welche die Anlagen baute. Eine solche wurde erfolgreich im Salzbergwerk Bex eingesetzt. Das Verfahren verwendet die Thermokompression und ermöglicht gegenüber der Verdunstung der Sole in einer Salzsiedepfanne erhebliche Einsparungen an Brennstoff. Das Verfahren wurde zwar nicht von Piccard erfunden, aber er führte den Scraper (engl. «Kratzer») ein – eine Vorrichtung, mit der bei laufendem Betrieb das Fouling am Wärmetauscher entfernt werden konnte.

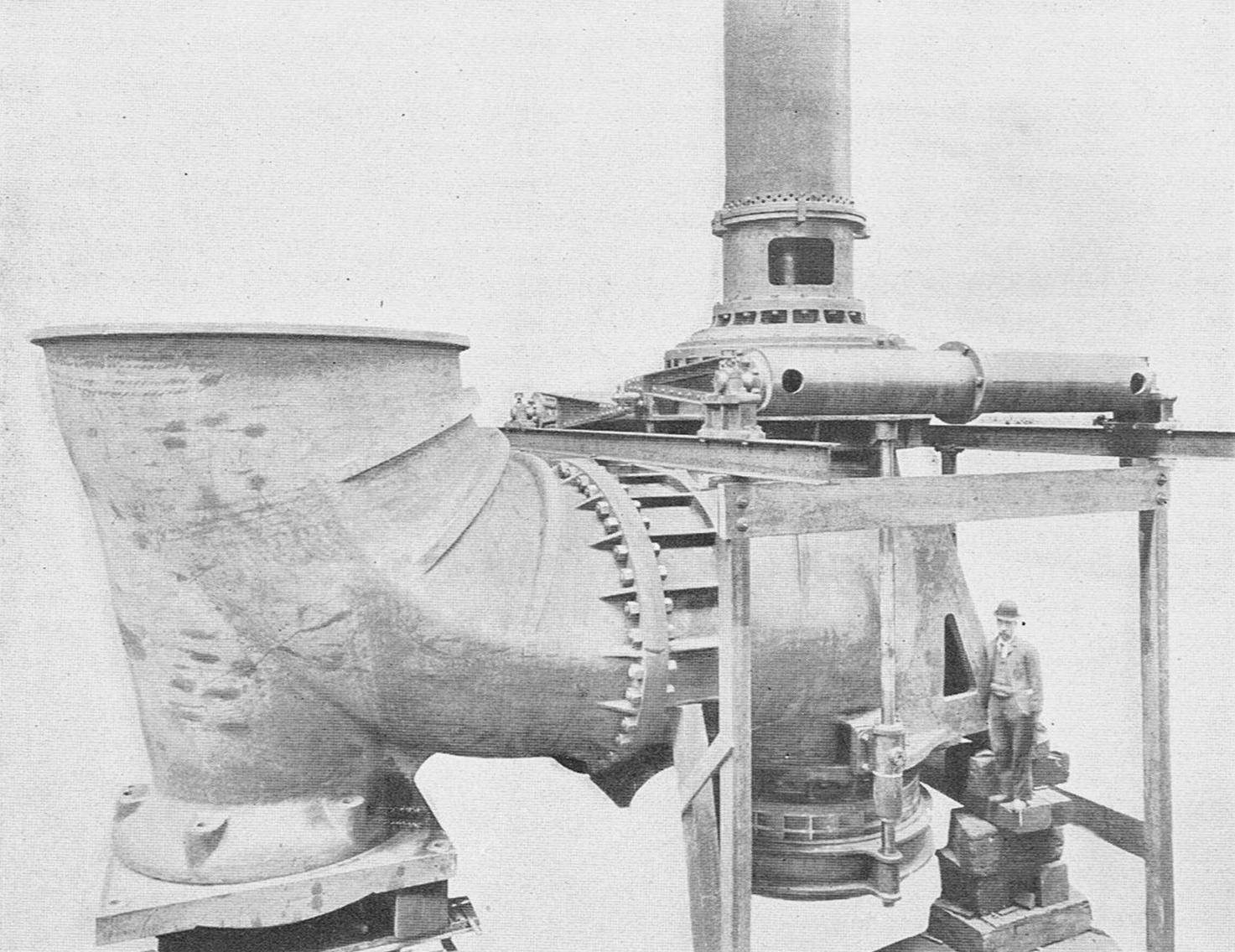
5000 PS-Turbine von Faesch & Piccard für die Edward Dean Adams Power Plant an den Niagarafällen

1872 gab Piccard seine akademische Position auf und übernahm nach dem Tod von Jules Weibel zusammen mit Jules Faesch die Firma Weibel, Briquet & Cie. Das Unternehmen wurde in „Faesch & Piccard“ umbenannt und die Fabrikation von Heizungen an Audéoud & Cie. verkauft. Piccard baute 1886 die Faesch-Piccard-Turbine, welche die Energie des Druckwassernetzes in Genf in eine rotierende Bewegung zum Antrieb von Werkzeugmaschinen umwandeln konnte. Das Spezielle an der Turbine war der von Piccard entwickelte Lastregler, der die Drehzahl der Turbine unabhängig von der Last konstant hielt. Als grösster Erfolg von Faesch & Piccard kann der Gewinn des Wettbewerbs um die Lieferung der Turbinen für die Edward Dean Adams Power Plant betrachtet werden. Die an den Niagarafällen in Nordamerika gebaute Anlage war das erste Grosskraftwerk der Welt. Die 5000 PS leistenden Turbinenräder wurden wegen Einfuhrzöllen in Amerika hergestellt, deren Regler aber aus der Schweiz geliefert.
Nach Faeschs Tod 1895 tat er sich mit Lucien Pictet (1864–1928) zusammen, dem Sohn des Genfer Bankiers Ernest Pictet. Das Unternehmen wurde zu den Ateliers Piccard-Pictet & Cie., welche ab 1906 neben Turbinen auch das Auto Pic-Pic herstellten. Während des Ersten Weltkriegs stellten sie Munition für die Entente her. Mit dem während des Krieges erwirtschafteten Kapital wurde das Unternehmen stark vergrössert mit dem Ziel, eine industrielle Produktion von Luxusautos aufzuziehen. Der für das Auto vorgesehene Schiebermotor war aber für die damalige Serienfertigung ungeeignet, weil sehr kleine Masstoleranzen hätten eingehalten werden müssen. Dadurch konnten die Lieferfristen nicht eingehalten werden, und die Autos wurden unzuverlässig, so dass die Kunden absprangen und die Firma 1920 zahlungsunfähig wurde. Die Banken übernahmen die Konkursmasse und gründeten daraus 1921 die Ateliers des Charmilles SA.